# Route nationale 175
Pour les articles homonymes, voir Route nationale 175 (homonymie).
La route nationale 175, ou RN 175, est une route nationale française reliant Rennes à Rouen. Aujourd'hui elle sert de contournement ouest d'Avranches.
Avant les déclassements de 1972, elle reliait seulement Villedieu-les-Poêles à Caen. Les numéros utilisés sur l'itinéraire de Rennes à Rouen étaient alors :
- RN 776 de Rennes à Pontorson,
- RN 176 de Pontorson à Villedieu-les-Poêles,
- RN 175 de Villedieu-les-Poêles à Caen,
- RN 815 de Caen à Saint-Maclou,
- RN 180 de Saint-Maclou à Rouen.

## De Rennes à Pontorson
La route nationale a été déclassée en départementale D175 en Ille-et-Vilaine et D975 dans la Manche. Elle est dédoublée par l'autoroute A84.
Les communes traversées sont :
- Rennes (km 0)
- Betton (km 6)
- Saint-Aubin-d'Aubigné (km 16)
- Sens-de-Bretagne (km 27)
- Romazy (km 32)
- Antrain (km 43)
- Pontorson (km 54)

La portion  de 15 km entre Rennes et Saint-Aubin-d'Aubigné est en voie express.

## De Pontorson à Avranches
La route est en 2×2 voies à cause du trafic entre la Bretagne et le nord et l'est de l'Europe. Ce tronçon fait partie de la voie de la Liberté.
Les principales communes traversées sont :
- Pontorson (km 54)
- Précey (km 65)
- Avranches par contournement à l'ouest (km 77)

Autrefois, les principales communes traversées étaient :
- Pontorson
- Précey
- Pontaubault
- Avranches par le centre

### Échangeurs
- L'A84 devient la RN 175
- D 975, D 911 : Le Parc, Villedieu-les-Poêles, Brécey , Granville
- D 7 : Avranches, Ponts, La Haye-Pesnel, Coutances
- D 973 : Avranches,
- D 456 : Avranches, Le Val-Saint-Père
- D 43E2 : Pontaubault, Saint-Quentin-sur-le-Homme, Le Val-Saint-Père
- 33 (sortie de l'A84) RN 175 Échangeur entre A84 (Rennes) et RN 175 (de et vers Caen)
- D 43E2 (sens Caen-Pontorson) : Pontaubault
- D40 : Courtils, Antrain, Le Mont-Saint-Michel, Pontaubault, Ducey, Saint-Hilaire-du-Harcouët, Flers, Alençon,  Rennes
- Section à carrefours, jusqu'à Pontorson.
- Réduction à 2x1 voies, avant traversée de Précey.
- Traversée de Précey.
- Intersection avec la D313 : Céaux ; Juilley.
- Fin de la traversée de Précey
- Intersection avec la D288 : Courtils
- Intersection avec la D107 : Servon, Camping Saint-Grégoire ; Crollon
- Intersection avec la D200 : Macey ; Tanis
- Réduction à 2x1 voies, avant traversée de Brée.
- Traversée de Brée,  Intersection avec la D80 Macey, La Contre-Attaque ; Les Pas, Beauvoir
- Fin de la traversée de Brée.
- Aire de service Total (sens Sens Pontorson-Caen)
- Intersection avec la D312 : Curey ; Moidrey
- D975 (depuis et vers Avranches) : Pontorson, Le Mont-Saint-Michel
- La RN 175 devient la RN 176

## D'Avranches à Caen
La route a été déclassée en départementale.
Depuis quelque temps, elle se nomme D 975 dans la Manche à partir d'Avranches et D 675 dans le Calvados.
Les communes traversées sont :
- Avranches (km 77)
- Sainte-Pience (km 87)
- Villedieu-les-Poêles (km 97)
- Pont-Farcy (km 117)
- Villers-Bocage (km 152)
- Caen (km 177)

## De Caen à Rouen
La route a été déclassée en route départementale (RD 675) dans le Calvados, l'Eure et en Seine-Maritime.
La route est dédoublée par l'autoroute A13.
Les communes traversées sont :
- Mondeville
- Troarn (km 191)
- Dozulé (km 203)
- Reux (km 218)
- Pont-l'Évêque (km 222)
- Beuzeville (km 235)
- Pont-Audemer (km 250)
- Bourg-Achard (km 274)
- Moulineaux (km 285)
- Rouen (km 304)